# Chynorany
Chynorany este o comună slovacă, aflată în districtul Partizánske din regiunea Trenčín, pe malul râului Nitra. Localitatea se află la altitudinea de 178 m deasupra n.m., se întinde pe o suprafață de 10,35 km2 și în 2017 număra 2.716 locuitori. Se învecinează cu comuna Bošany.

## Istoric
Localitatea Chynorany este atestată documentar din 1243.

## Demografie
| An:                | 1994 | 2004   | 2014   | 2024   |
| ------------------ | ---- | ------ | ------ | ------ |
| Număr de persoane: | 2782 | 2723   | 2718   | 2661   |
| Diferență:         |      | −2,12% | −0,18% | −2,09% |

| An:                | 2023 | 2024   |
| ------------------ | ---- | ------ |
| Număr de persoane: | 2671 | 2661   |
| Diferență:         |      | −0,37% |